# Marcel Roethlisberger
Marcel Georges Roethlisberger, ou Röthlisberger, est un universitaire et historien suisse, considéré comme un expert de la peinture du XVIIe siècle, surtout connu pour ses études sur Abraham Bloemaert, Jean-Étienne Liotard, Bartholomeus Breenbergh, Claude Lorrain, Pietro Tempesta, né à Zurich le 3 avril 1929, et mort à Genève le 7 mars 2020.

## Biographie
Il a d'abord étudié le droit, l'économie, plus tard l'histoire de l'art et de la musique, l'archéologie à l'Université de Berne (1948-1950), puis à l'Université de Cologne (1950-1951) avec Hans Kauffmann, puis à l'Université de Paris (1951-1952) avec André Chastel, ensuite à Florence avec Roberto Longhi (1952-1953), à Pise avec Carlo Ragghianti (1953-1954) et enfin à l'École du Louvre où il obtient en 1954 le diplôme d'État français de conservateur de musée. 
Il est devenu membre du British Council au Courtauld Institute de Londres où il a étudié avec Anthony Blunt en 1954-1956. Ce dernier travaillait alors sur Nicolas Poussin et lui a conseillé de s'intéresser à un autre peintre étranger exerçant dans la Rome baroque, Claude Lorrain. Il revient à Berne pour passer sa thèse de doctorat soutenue « summa cum laude » sur le peintre vénitien Jacopo Bellini (1396-1470), le père de Gentile et de Giovanni, sous la direction de Hans Hahnloser, publiée en 1959 sous le titre Studi su Jacopo Bellini.
Il part ensuite enseigner aux États-Unis : à l'Université Yale (1956-1960), à l'Institute for Advanced Study, Princeton (1960-1961), à l'Université de Toronto (1962), à l'Université de Californie, Los Angeles, en 1963. Il est devenu professeur ordinaire en 1968. Cette année-là, Roethlisberger publie son catalogue raisonné en deux volumes des dessins de Claude Lorrain.
Après avoir enseigné à l'Université du Delaware pendant une année universitaire, Mrcel Roethlisberger est retourné en Suisse en 1970, où il a enseigné l'histoire de l'art moderne à l'Université de Genève. Dix ans plus tard, en 1980, il est retourné aux États-Unis en tant que Senior Fellow du Center for Advanced Study, National Gallery of Art, Washington DC.
En 1998, il se retire à Genève où il édite avec Renée Loche un catalogue des peintures de Jean-Étienne Liotard dont il a authentifié un tableau retrouvé en 2004.
Il s'est marié en 1962 avec l'historienne d'art Biancamaria Bianco.

## Publications
- Studi su Jacopo Bellini, Venice, Instituto Cini, 1959 ;
- Claude Lorrain : The paintings, 2 vol., New Haven, Yale University Press, 1961 ;
- Claude Lorrain. L’Album Wildenstein, Paris, Ed. Des Beaux-Arts, 1962
- Claude Lorrain: les dessins, 2 vol., Berkeley, University of California Press, 1968 ;
- European Drawings From The Kitto Bible : exposition at the Henry E. Huntington Library and Art Gallery, Saint-Marin, Californie: Henry E. Huntington Library and Art Gallery, 1969 ;
- Bartholomäus Breenbergh : Handzeichnungen, Berlin, de Gruyter, 1969 ;
- Cavalier Pietro Tempesta and his time, Newark, University of Delaware Press, 1970 ;
- Tout l’oeuvre peint de Claude Lorrain, Paris, Flammarion, 1971 ;
- The Claude Lorrain Album in the Norton Simon Foundation, Los Angeles, Los Angeles County Museum of Art, 1971 ;
- (avec Florens Deuchler et Hans Lüthy), Schweizer Malerei, Genève, Skira, 1975 ;
- (avec Florens Deuchler et Hans A. Lüthy), La Peinture Suisse: Du Moyen Age a l'Aube du XXe Siecle, Genève, Skira, 1975 ;
- Swiss Painting: from the Middle Ages to the Dawn of the Twentieth Century, New York, Rizzoli, 1976 ;
- Breenbergh et Laurens Barata , Los Angeles County Museum of Art, Bulletin 23, 1977 ;
- (avec Renée Loche) L'opera completa di Liotard, Milan, Rizzoli, 1978 ;
- Bartholomeus Breenbergh: the paintings, New York, de Gruyter, 1981 ;
- Die Alpen in der Malerei, Munich, Rosenheimer Verlag, 1981 ;
- Im Licht von Claude Lorrain : Landschaftsmalerei aus drei Jahrhunderten , Haus der Kunst München, Munich, Hirmer Verlag, 1983 ;
- Bartholomeus Breenberg, London, New York, Feigen, 1991
- Abraham Bloemaert and his Sons: Paintings and Prints, 2 vol., Doornspijk, Davaco, 1993 ;
- (avec Renée Loche) Liotard : Catalogue raisonné, 2 vol., Doornspijk, Davaco, 2008.

## Distinctions
- Chevalier de l'ordre des Arts et des Lettres, France ;
- Officier de l'ordre d'Orange-Nassau des Pays-Bas.